# Estación Centro de Convenciones de Las Vegas
Las Vegas Convention Center es una estación del Monorriel de Las Vegas. La estación es una plataforma central localizada en el Centro de Convenciones de Las Vegas. La estación del Centro de Convenciones de Las Vegas está localizada justo al este de la intersección con Paradise Road y Desert Inn Road. Los pasajeros pueden tomar esta estación en el estacionamiento adyacente al hotel.

## Atracciones
- Sprint Retail & Wireless Tech Lounge

## Hoteles cercanos
- Courtyard by Marriott
- Embassy Suites
- Greek Isles
- Marriott Residence Inn
- Renaissance Las Vegas
- Wynn Las Vegas (vía Wynn Shuttle, 8:00a.m. a 8:00p.m.)

## Atracciones cercanas
- Flyaway Indoor Skydiving
- Centro de Información al Turista

- Datos: Q541711
- Multimedia: Las Vegas Convention Center / Q541711